# تاتسونوری یاماگاتا
تاتسونوری یاماگاتا (انگلیسی: Tatsunori Yamagata؛ زادهٔ ۴ اکتبر ۱۹۸۳) بازیکن فوتبال اهل ژاپن است.
از باشگاه‌هایی که در آن بازی کرده‌است می‌توان به باشگاه فوتبال آویسپا فوکوئوکا، باشگاه فوتبال آلبیرکس نیگاتا، و باشگاه ورزشی توچیگی اشاره کرد.